# ساسو ماركوني
ساسو ماركوني (بالإيطالية: Sasso Marconi)‏ هي بلدية في مقاطعة بولونيا في إقليم إميليا رومانيا الإيطالي.

## السكان
في سنة 1861 بلغ عدد السكان 6٬756 نسمة، وتطور العدد ليصل في سنة 2011 لـ 14٬545 نسمة.
يظهر هذا المخطط البياني تطور النمو السكاني لـ ساسو ماركوني

## توأمة
لساسو ماركوني اتفاقيات توأمة مع كل من:
- Helston [الإنجليزية]‏
- Sassenage [الإنجليزية]‏
- سيديرنو